# Paul Dickopf

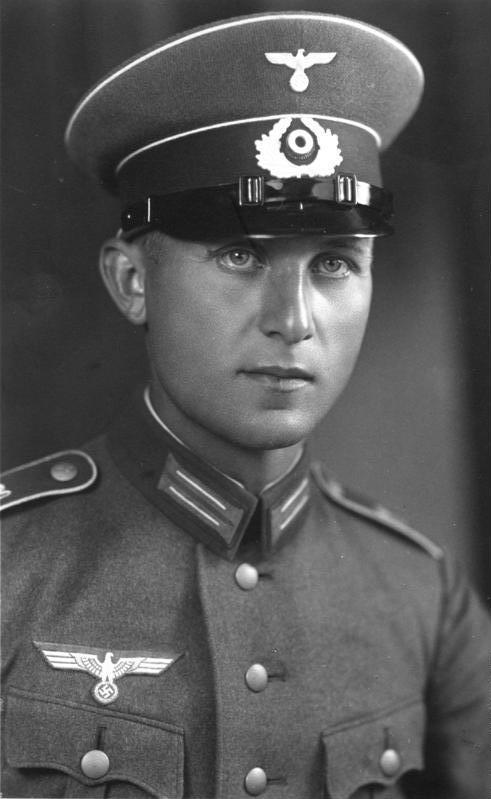
Dickopf im Juni 1935 in Wehrmachtsuniform

Paulinus Dickopf (* 9. Juni 1910 in Müschenbach; † 19. September 1973 in Bonn) war ein deutscher NS-Kriminalpolizist und Doppelagent, der in der Nachkriegszeit zum Architekten beim Aufbau des Bundeskriminalamtes (BKA) wurde. Er war von 1965 bis 1971 Präsident des BKA und arbeitete gleichzeitig weiter für die CIA. Ihm wurde in der neueren Forschung vorgeworfen, in der Nachkriegszeit das BKA zu einer „Versorgungsanstalt für alte Nazis und Verbrecher“ gemacht zu haben. Die Konzepte des Nationalsozialismus zu Kriminalität und Kriminalitätsbekämpfung seien durch Dickopf und seine Mitarbeiter im BKA fortgeführt worden.

## Biographie

### Frühe Jahre und beruflicher Werdegang im NS-Regime
Dickopf wurde am 9. Juni 1910 in Müschenbach im Westerwald als Sohn eines Volksschullehrers geboren. Er besuchte bis ins Jahr 1928 ein Reformrealgymnasium, bestand nach eigenen Angaben die Reifeprüfung mit der Note „gut“. Die von ihm angestrebte Studienfachrichtung Forstwissenschaft blieb ihm aber trotzdem wegen des Numerus clausus versagt. In den darauffolgenden Jahren studierte er (teilweise als Gasthörer) Verwaltungsrecht in Frankfurt am Main und Wien und verdiente sich seinen Unterhalt als Werkstudent. Im Sommer 1932 immatrikulierte er sich für ein Jurastudium in Frankfurt. 1933 trat er dem NS-Studentenbund bei. Nach Abbruch des Studiums nach sechs Semestern 1936 bewarb er sich, nachdem er einen freiwilligen Militärdienst abgeleistet hatte, bei der Kriminalpolizei. Die Eignungsprüfung bestand er 1937. Als Anwärter für den leitenden Kriminaldienst wurde er am 1. Juni 1937 bei der Kriminalpolizei-Leitstelle Frankfurt a. M. eingesetzt. Nach Abschluss eines Lehrgangs am Polizei-Institut Charlottenburg legte er im Juni 1939 die Prüfung zum Kriminalkommissar ab und wurde zum 1. Juli 1939 SS-Untersturmführer beim Sicherheitsdienst (SD) (SS-Nummer 337.259). Zum Leiter des kriminalpolizeilichen Erkennungsdienstes für Baden in Karlsruhe ernannt, wechselte er im Oktober 1939 auf den Leitungsposten der kriminalpolizeilichen Verbindungsstelle beim Wehrkreiskommando in Stuttgart. Während der Kriegszeit war er im Einsatz bei der militärischen Abwehr. 1941 wurde er mit dem Kriegsverdienstkreuz II. Klasse mit Schwertern ausgezeichnet.

### Spionagetätigkeit im Zweiten Weltkrieg
Etwa im Juni 1942 erhielt Paul Dickopf die persönliche Mitteilung durch seinen Vorgesetzten bei der Abwehr, dass er für einen Einsatz in der Schweiz vorgesehen sei. Seine Vorbereitung darauf werde in Paris erfolgen, danach war geplant, ihn unter dem Namen „Peter Dorr“ getarnt als Mitarbeiter der Reichsbahnzentrale für den deutschen Fremdenverkehr in Zürich einzusetzen. Sein Auftrag bestand darin, Kontakte zu Mitarbeitern des Schweizerischen Geheimdienstes aufzubauen und Informationen aus dieser Behörde zu beschaffen. In Aussagen und biographischen Aufzeichnungen jedoch behauptete Dickopf später wiederholt, als „Regimegegner“ nach Paris und von dort aus in die Schweiz „geflohen“ zu sein. Das jedoch war nur Bestandteil der Einsatzlegende, die ihm erleichtern sollte, offensiver wahrgenommen zu werden.
Anfang August 1942 reiste er nach Paris, um sich bei der dortigen Verkehrszentrale zur Einarbeitung zu melden. Nach drei Monaten kehrte er nach Stuttgart zurück und erklärte einem Mitarbeiter, dass er den Büroleiter in Paris nicht habe sprechen können, dort aber einer anderen interessanten nachrichtendienstlichen Sache auf die Spur gekommen sei. Er kehrte nach Paris zurück, im Dezember 1942 wechselte er nach Brüssel. Hier erfuhr er durch seinen engen Vertrauten François Genoud, der als V-Mann bei der Stuttgarter Abwehr eingesetzt war, dass man in Deutschland über sein Ausbleiben beunruhigt sei. Jedoch vermutete man ihn in Südfrankreich. Als eine deutsche Behörde begann, Nachforschungen über ihn anzustellen, beschloss er „schnell abzureisen“. In der Nacht vom 17. Juli 1943 überquerte Dickopf die grüne Grenze in Richtung Schweiz.
Bis Ende Januar 1944 stand Dickopf auf der Gehaltsliste der Kriminalpolizei Karlsruhe. Nach seinem offiziellen Verschwinden wurde das Gehalt durch die Finanzbehörde der Polizei Karlsruhe an Dickopfs Ehefrau ausgezahlt. Ein Haftbefehl gegen Dickopf wurde im Oktober 1944 erteilt.

### Aufenthalt in der Schweiz und Verhaftung
Mit Hilfe von Genoud sollte nun die Legende vom übergelaufenen deutschen Abwehrmann aufgebaut werden. Unter einem Decknamen erhielt Dickopf einen Schweizer Flüchtlingspass und die Erlaubnis, sich in Lausanne, Genouds Wohnort, aufzuhalten. Offenbar kamen bei den Schweizer Behörden Zweifel auf, denn am 8. August 1944 wurden Dickopf, Genoud und dessen Ehefrau sowie Dickopfs Brüsseler Vermieter Muhidin Daouk, ein Libanese, verhaftet. Die Untersuchungen hatte die Groupe du Lac des Sicherheitsdienstes beim Armeeoberkommando geführt. Bei seiner Verhaftung wurden mehrere echte und falsche Ausweispapiere auf die Aliasnamen Peter Diekmann, André Jung, André Donaldsen und Hans Hardegg gefunden. Sichergestellt wurden außerdem Dickopfs Kriminaldienstmarke, sein Dienstausweis der Kripo Karlsruhe, sein SS-Führerausweis, Reisepässe und ein manipulierter Ausweis des Wehrkreiskommandos V. Mitte November setzte die Schweizer Bundesanwaltschaft alle wieder auf freien Fuß. Dickopf musste aber als Internierter in einem Hotel in der Nähe von Bern Zwangsaufenthalt nehmen. In dieser Zeit schrieb er mehrere Berichte über die Organisation und Arbeitsweise der deutschen Nachrichtendienste.
Nach heute vorliegenden Untersuchungen dürfte diese „Flucht“ wohl Teil der für ihn vorgesehenen nachrichtendienstlichen Legende sein. Tatsächlich war er ununterbrochen vom 16. April 1943 bis zum Kriegsende im Fahndungsbuch als „vermisst“ ausgeschrieben, wobei es unüblich war, vermisste Personen durch Haftbefehl zu suchen. Hansjakob Stehle schrieb 1977 in der Zeit, Dickopf habe sich nach seiner „Flucht“ zu Genoud in die Schweiz nicht nur seinem Gastland und dem amerikanischen Geheimdienst angedient, sondern vor allem Informationen nach München für Martin Bormanns Parteikanzlei geliefert. Die Zusammenarbeit als „klassischer Doppelagent“ für die CIA und die deutsche Abwehr" wird von Dieter Schenk im Detail dargestellt. Schenk sieht in dieser Zusammenarbeit die Grundlage für Dickopfs spätere Beeinflussung der Gründung des BKA über seine Empfehlungen an die CIA, die von den alliierten Behörden an deutsche Stellen weitergeleitet wurden. „Dickopfs Stellung als nunmehr anerkannter Experte war so dominant, dass er in diesen Fragen maßgeblich die CIA beeinflusste und diese wiederum den amerikanischen Hochkommissar.“

### Rückkehr nach Deutschland und BKA-Aufbau
Am 10. Oktober 1945 erhielt er die schriftliche Mitteilung der Schweizer Bundesanwaltschaft, dass er aus dem Status des politischen Flüchtlings entlassen sei. Mit einer Empfehlung des OSS, der militärischen Abwehr der Amerikaner, gezeichnet von einem Mitarbeiter von Allen Welsh Dulles, kehrte er – nach mehreren vorangegangenen kurzen Aufenthalten – endgültig im Februar 1947 nach Deutschland zurück. Ab 1948 hatte er regelmäßigen Kontakt zu einem Verbindungsoffizier der Central Intelligence Agency.
Im Mai 1950 folgte Dickopfs Anstellung beim Bundesministerium des Innern als Regierungs- und Kriminalrat. Unter dem ersten BKA-Präsidenten Max Hagemann seit 1951 mit dem Aufbau des Amtes befasst, avancierte er 1952 nach der Aufnahme des BKA in die Internationale Kriminalpolizeiliche Organisation IKPO (Interpol) zum Chef des deutschen Interpol-Zentralbüros. Ab November 1952 fungierte Dickopf als Ständiger Vertreter des BKA-Präsidenten Reinhard Dullien. Nach dessen Versetzung in den Ruhestand wurde er im Januar 1965 der vierte BKA-Präsident.
Hermann Höcherl sagte bei seiner Amtseinführung am 19. Februar 1965: „Zu keiner Zeit haben Sie mit dem Nationalsozialismus paktiert.“
1968 wurde er zum Präsidenten von Interpol gewählt, was Dickopf angeblich den guten Kontakten François Genouds zum arabischen Lager verdankte. Dickopfs Amtsführung beim BKA geriet zusehends unter heftige Kritik. Man warf ihm Inkompetenz, Unfähigkeit zur Rationalisierung von Arbeitsabläufen, mangelnde Zusammenarbeit mit den Landeskriminalämtern und Fehler bei der Verbrechensbekämpfung vor. 1971 wurde Dickopf schließlich in den Ruhestand versetzt, zum 1. Juli legte er auch alle anderen Ämter nieder. Trotz aller Kritik nannte ihn der damalige Innenminister Hans-Dietrich Genscher in seiner Abschiedsrede „ein Vorbild für die gesamte deutsche Polizei“.

## Einfluss, Verstrickungen und Kontroversen

### Ideologische Einflussnahme auf das BKA
In den Untersuchungen Armand Mergens, Wilhelm Dietls, Dieter Schenks, Patrick Wagners sowie den vom BKA beauftragten Historikern zur Aufarbeitung der Geschichte des Amtes wird dargestellt, dass Dickopf und seine Seilschaft aus ehemaligen Parteigenossen und Angehörigen der SS seit Gründung des Amtes insgeheim das BKA für die folgenden 20 Jahre beherrscht hätten. Dickopf habe das BKA zu einer „Versorgungsanstalt für alte Nazis und Verbrecher“ gemacht. Die Konzepte des Nationalsozialismus zu Kriminalität und Kriminalitätsbekämpfung seien durch Dickopf und seine Mitarbeiter im BKA fortgeführt worden, was besonders am Beispiel der Sinti und Roma deutlich werde.

### CIA-Zahlungen und Agententätigkeit
Laut Unterlagen des Washingtoner Nationalarchivs, die 2007 freigegeben wurden, wurden vom US-amerikanischen Geheimdienst CIA von 1965 bis 1971 Zahlungen an Dickopf getätigt, entsprechend seiner Amtszeit als BKA-Präsident. Der US-Geheimdienst selbst führte ihn in den Akten als „unilateralen Agenten“. Der damalige europäische CIA-Chef verzeichnete in einer Notiz zu Dickopf: „Unsere grundlegende Beziehung mit Herrn Dickopf ist heimlicher Art, aber die offiziellen Kontakte werden als Deckmantel für Treffen mit ihm benutzt“. Der CIA verriet Dickopf Informationen über Spitzenbeamte sowie Interna des BKA und anderer Behörden. Sein Deckname als CIA-Informant war „Caravel“, Agentennummer 09610, sein Residenturführer war Thomas Polgar.

### Umstrittene Ehrungen und Straßenbenennungen
Nach Paul Dickopf war die Straße in Meckenheim bei Bonn benannt worden, in der das BKA eine Außenstelle hat. Auf Antrag des BKA, das sich auf Forschungsergebnisse der Martin-Luther-Universität Halle-Wittenberg zu Dickopfs Vergangenheit berief, beschloss der Hauptausschuss des Rates der Stadt Meckenheim am 21. September 2011 die Umbenennung in Gerhard-Boeden-Straße zum 25. Juni 2012.
In seinem Geburtsort Müschenbach ist eine Straße nach Dickopf benannt. Am 6. November 2020 hat der Rat der Gemeinde Müschenbach einen Einwohnerantrag zur Umbenennung der Paul-Dickopf-Straße mehrheitlich abgelehnt. Unter anderem wurde die Ablehnung damit begründet, „dass andere, wie etwa Dietrich Bonhoeffer, ihrerseits ebenfalls Kontakte zu fremden Nachrichtendiensten gehabt hätten und diesen Informationen über das Dritte Reich, ein Terrorregime, geliefert (hätten). Diese Personen würden heute als Widerstandskämpfer gewürdigt, dann müsse man auch Dickopfs Kooperation mit anderen Staaten billigen.“